# کوندورفا
کوندورفا (به مجاری:  Kondorfa) یک شهرداری در مجارستان است که در واش واقع شده‌است. کوندورفا ۲۱٫۶۱ کیلومتر مربع مساحت و ۶۱۸ نفر جمعیت دارد.